# Großer Preis von Europa 2011
Der Große Preis von Europa 2011 (offiziell 2011 Formula 1 Grand Prix of Europe) fand am 26. Juni auf dem Valencia Street Circuit in Valencia statt und war das achte Rennen der Formel-1-Weltmeisterschaft 2011.

## Berichte

### Hintergrund
Nach dem Großen Preis von Kanada führte Sebastian Vettel in der Fahrerwertung mit 60 Punkten vor Jenson Button und mit 67 Punkten vor Mark Webber. In der Konstrukteurswertung führte Red Bull-Renault mit 69 Punkten vor McLaren-Mercedes und mit 154 Punkten vor Ferrari.
In der Woche vor dem Rennen beschloss die FIA, dass das Motormapping zwischen Qualifying und Rennen nicht mehr verändert werden darf. Bisher war es möglich, im Qualifying zusätzlichen Treibstoff zu verbrennen. Mit den vermehrten Abgasen wurde eine höhere Sogwirkung beim Diffusor erzielt. Eine Änderung des Motormappings während des Rennens bleibt weiterhin erlaubt, allerdings müssten die Rennwagen dafür bei einem Boxenstopp an ein Notebook angeschlossen werden. Red Bull-Renault wurde nachgesagt, in besonderem Maße von der Änderung des Motormappings zwischen Qualifying und Rennen profitiert zu haben.
Beim Großen Preis von Europa stellte Pirelli den Fahrern die Reifenmischungen Medium (weiß) und Soft (gelb), sowie für nasse Bedingungen Intermediates (hellblau) und Full-Wets (orange) zur Verfügung. Die Mischung Medium wurde erstmals im Rennen eingesetzt.
Vor dem Rennwochenende gab es einen Fahrerwechsel: Bei Sauber kehrte Sergio Pérez, der verletzungsbedingt in Kanada pausiert hatte, ins Cockpit zurück und löste Pedro de la Rosa ab.
Mit Michael Schumacher (sechsmal), Rubens Barrichello, Fernando Alonso (jeweils zweimal), Felipe Massa und Vettel (jeweils einmal) traten fünf ehemalige Sieger zu diesem Grand Prix an.

### Training
Im ersten freien Training erzielte Webber die schnellste Runde vor Witali Petrow und Alonso. In diesem Training übernahm Nico Hülkenberg den Force India von Paul di Resta, Daniel Ricciardo den Toro Rosso von Sébastien Buemi und Karun Chandhok den Lotus von Jarno Trulli.
Im zweiten freien Training übernahm Alonso die Führungsposition vor Lewis Hamilton und Vettel.
Im dritten freien Training war Vettel der schnellste Pilot vor Alonso und Massa.

### Qualifying
Im ersten Segment des Qualifyings (Q1) erzielte Massa die schnellste Runde. Die HRT-, Virgin- und Lotus-Piloten sowie Jaime Alguersuari schieden aus.
Der zweite Abschnitt der Qualifikation (Q2) wurde nach 7 Minuten wegen eines technischen Defekts am Auto von Pastor Maldonado, das auf der Strecke stehen blieb, unterbrochen. Vettel fuhr die schnellste Runde. Die Sauber- und Williams-Piloten sowie Buemi, di Resta und Petrow schieden aus.
Im dritten Segment (Q3) setzte sich schließlich Vettel durch und erzielte die Pole-Position vor Webber und Hamilton.

### Rennen
Vettel dominierte vom Start weg das Rennen. Er gewann schnell an Vorsprung, während sein Teamkollege Webber den zweiten Platz festigen konnte. Bei Ferrari schien Massa den dritten Platz zu holen, aber er wurde an der ersten Kurve von Hamilton ausgebremst, weswegen Teamkollege Alonso außen vorbeifahren konnte.
In den Runden 12 bis 16 gab es die ersten Boxenstopps. Dadurch konnte Hamilton an Massa vorbeiziehen. Schumacher kollidierte nach der Ausfahrt aus der Boxengasse mit Petrov, wodurch er einen Schaden am Frontflügel erlitt. Trotz der großen Distanz schaffte es der Rekord-Weltmeister zurück in die Box und konnte sich den Frontflügel ersetzen lassen. Dadurch verlor er allerdings einige Positionen, weswegen er als Letzter wieder ins Rennen fuhr.
In der Runde 22 schaffte es Alonso, zur Freude der heimischen Fans, Webber zu überholen und war somit Zweiter hinter Vettel. Zu einem Verfolgungsduell mit dem Titelverteidiger kam es jedoch nicht, Vettel konnte seinen Vorsprung stets ausbauen und fuhr fehlerfrei.
In dieser Konstellation wurde das Rennen weitergeführt. Vettel schaffte es, seinen Vorsprung auf Alonso auszubauen. Webber und Hamilton kämpften um Platz 3. Zwischenzeitlich konnte Webber sogar auf Platz 2 fahren, nachdem Alonso in der Box war. Doch bei seinen Boxenstopps hatte er viel Pech, erst fuhr er zu schnell in die Boxengasse und landete dabei neben der Strecke und dann patzten die Mechaniker beim Reifenwechsel, weswegen Webber viel Zeit verlor und Alonso wieder vorbeifuhr.
Der McLaren-Pilot Button hatte während des Rennens Probleme mit dem KERS, weswegen es ihm nicht möglich war, näher an die Spitzengruppe zu kommen. Auch Webber klagte kurz vor Schluss über Getriebeprobleme. So konnte Vettel den Sieg locker über die Ziellinie bringen vor Alonso und Webber. Für Vettel war es der 16. Sieg in der Formel-1-Weltmeisterschaft.
Beim Rennen gab es keine Ausfälle, alle 24 Fahrer beendeten das Rennen, was einen neuen Rekord darstellt.

## Meldeliste
| Team                         | Nr. | Fahrer             | Chassis             | Motor                | Reifen |
| ---------------------------- | --- | ------------------ | ------------------- | -------------------- | ------ |
| Red Bull Racing              | 01  | Sebastian Vettel   | Red Bull RB7        | Renault 2.4 V8       | P      |
| Red Bull Racing              | 02  | Mark Webber        | Red Bull RB7        | Renault 2.4 V8       | P      |
| Vodafone McLaren Mercedes    | 03  | Lewis Hamilton     | McLaren MP4-26      | Mercedes-Benz 2.4 V8 | P      |
| Vodafone McLaren Mercedes    | 04  | Jenson Button      | McLaren MP4-26      | Mercedes-Benz 2.4 V8 | P      |
| Scuderia Ferrari Marlboro    | 05  | Fernando Alonso    | Ferrari 150º Italia | Ferrari 2.4 V8       | P      |
| Scuderia Ferrari Marlboro    | 06  | Felipe Massa       | Ferrari 150º Italia | Ferrari 2.4 V8       | P      |
| Mercedes GP Petronas F1 Team | 07  | Michael Schumacher | Mercedes MGP W02    | Mercedes-Benz 2.4 V8 | P      |
| Mercedes GP Petronas F1 Team | 08  | Nico Rosberg       | Mercedes MGP W02    | Mercedes-Benz 2.4 V8 | P      |
| Lotus Renault GP             | 09  | Nick Heidfeld      | Renault R31         | Renault 2.4 V8       | P      |
| Lotus Renault GP             | 10  | Witali Petrow      | Renault R31         | Renault 2.4 V8       | P      |
| AT&T Williams                | 11  | Rubens Barrichello | Williams FW33       | Cosworth 2.4 V8      | P      |
| AT&T Williams                | 12  | Pastor Maldonado   | Williams FW33       | Cosworth 2.4 V8      | P      |
| Force India F1 Team          | 14  | Adrian Sutil       | Force India VJM04   | Mercedes-Benz 2.4 V8 | P      |
| Force India F1 Team          | 15  | Nico Hülkenberg    | Force India VJM04   | Mercedes-Benz 2.4 V8 | P      |
| Force India F1 Team          | 15  | Paul di Resta      | Force India VJM04   | Mercedes-Benz 2.4 V8 | P      |
| Sauber F1 Team               | 16  | Kamui Kobayashi    | Sauber C30          | Ferrari 2.4 V8       | P      |
| Sauber F1 Team               | 17  | Sergio Pérez       | Sauber C30          | Ferrari 2.4 V8       | P      |
| Scuderia Toro Rosso          | 18  | Daniel Ricciardo   | Toro Rosso STR6     | Ferrari 2.4 V8       | P      |
| Scuderia Toro Rosso          | 18  | Sébastien Buemi    | Toro Rosso STR6     | Ferrari 2.4 V8       | P      |
| Scuderia Toro Rosso          | 19  | Jaime Alguersuari  | Toro Rosso STR6     | Ferrari 2.4 V8       | P      |
| Team Lotus                   | 20  | Heikki Kovalainen  | Lotus T128          | Renault 2.4 V8       | P      |
| Team Lotus                   | 21  | Karun Chandhok     | Lotus T128          | Renault 2.4 V8       | P      |
| Team Lotus                   | 21  | Jarno Trulli       | Lotus T128          | Renault 2.4 V8       | P      |
| HRT F1 Team                  | 22  | Narain Karthikeyan | HRT F111            | Cosworth 2.4 V8      | P      |
| HRT F1 Team                  | 23  | Vitantonio Liuzzi  | HRT F111            | Cosworth 2.4 V8      | P      |
| Marussia Virgin Racing       | 24  | Timo Glock         | Virgin MVR-02       | Cosworth 2.4 V8      | P      |
| Marussia Virgin Racing       | 25  | Jérôme D’Ambrosio  | Virgin MVR-02       | Cosworth 2.4 V8      | P      |

Anmerkungen
1. 1 2  Hülkenberg fuhr den Force India mit der Nummer 15 im ersten freien Training. Di Resta übernahm das Fahrzeug anschließend für das restliche Rennwochenende.
2. 1 2  Ricciardo fuhr den Toro Rosso mit der Nummer 18 im ersten freien Training. Buemi übernahm das Fahrzeug anschließend für das restliche Rennwochenende.
3. 1 2  Chandhok fuhr den Lotus mit der Nummer 21 im ersten freien Training. Trulli übernahm das Fahrzeug anschließend für das restliche Rennwochenende.

## Klassifikationen

### Qualifying
| Pos.                                                                      | Fahrer             | Konstrukteur         | Q1       | Q2       | Q3         | Start |
| ------------------------------------------------------------------------- | ------------------ | -------------------- | -------- | -------- | ---------- | ----- |
| 01                                                                        | Sebastian Vettel   | Red Bull-Renault     | 1:39,116 | 1:37,305 | 1:36,975   | 01    |
| 02                                                                        | Mark Webber        | Red Bull-Renault     | 1:39,956 | 1:38,058 | 1:37,163   | 02    |
| 03                                                                        | Lewis Hamilton     | McLaren-Mercedes     | 1:39,244 | 1:37,727 | 1:37,380   | 03    |
| 04                                                                        | Fernando Alonso    | Ferrari              | 1:39,725 | 1:37,930 | 1:37,454   | 04    |
| 05                                                                        | Felipe Massa       | Ferrari              | 1:38,413 | 1:38,566 | 1:37,535   | 05    |
| 06                                                                        | Jenson Button      | McLaren-Mercedes     | 1:39,453 | 1:37,749 | 1:37,645   | 06    |
| 07                                                                        | Nico Rosberg       | Mercedes             | 1:39,266 | 1:38,373 | 1:38,231   | 07    |
| 08                                                                        | Michael Schumacher | Mercedes             | 1:39,198 | 1:38,365 | 1:38,240   | 08    |
| 09                                                                        | Nick Heidfeld      | Renault              | 1:39,877 | 1:38,781 | keine Zeit | 09    |
| 10                                                                        | Adrian Sutil       | Force India-Mercedes | 1:39,329 | 1:39,034 | keine Zeit | 10    |
| 11                                                                        | Witali Petrow      | Renault              | 1:39,690 | 1:39,068 | –          | 11    |
| 12                                                                        | Paul di Resta      | Force India-Mercedes | 1:39,852 | 1:39,422 | –          | 12    |
| 13                                                                        | Rubens Barrichello | Williams-Cosworth    | 1:39,602 | 1:39,489 | –          | 13    |
| 14                                                                        | Kamui Kobayashi    | Sauber-Ferrari       | 1:40,131 | 1:39,525 | –          | 14    |
| 15                                                                        | Pastor Maldonado   | Williams-Cosworth    | 1:39,690 | 1:39,645 | –          | 15    |
| 16                                                                        | Sergio Pérez       | Sauber-Ferrari       | 1:39,494 | 1:39,657 | –          | 16    |
| 17                                                                        | Sébastien Buemi    | Toro Rosso-Ferrari   | 1:39,679 | 1:39,711 | –          | 17    |
| 18                                                                        | Jaime Alguersuari  | Toro Rosso-Ferrari   | 1:40,232 | –        | –          | 18    |
| 19                                                                        | Heikki Kovalainen  | Lotus-Renault        | 1:41,664 | –        | –          | 19    |
| 20                                                                        | Jarno Trulli       | Lotus-Renault        | 1:42,234 | –        | –          | 20    |
| 21                                                                        | Timo Glock         | Virgin-Cosworth      | 1:42,553 | –        | –          | 21    |
| 22                                                                        | Vitantonio Liuzzi  | HRT-Cosworth         | 1:43,584 | –        | –          | 22    |
| 23                                                                        | Jérôme D’Ambrosio  | Virgin-Cosworth      | 1:43,735 | –        | –          | 23    |
| 24                                                                        | Narain Karthikeyan | HRT-Cosworth         | 1:44,363 | –        | –          | 24    |
| 107-Prozent-Zeit: 1:45,301 min (bezogen auf Q1-Bestzeit von 1:38,413 min) |                    |                      |          |          |            |       |

Anmerkungen
1. 1 2 3 4 5 6 7 8 9 10 11 12 13 14 15 16 17 18  Rennwagen mit KERS

### Rennen
| Pos. | Fahrer             | Konstrukteur         | Runden | Stopps | Zeit        | Start | Schnellste Runde |
| ---- | ------------------ | -------------------- | ------ | ------ | ----------- | ----- | ---------------- |
| 01   | Sebastian Vettel   | Red Bull-Renault     | 57     | 3      | 1:39:36.169 | 1     | 1:41,852 (53.)   |
| 02   | Fernando Alonso    | Ferrari              | 57     | 3      | + 10,891    | 4     | 1:42,308 (49.)   |
| 03   | Mark Webber        | Red Bull-Renault     | 57     | 3      | + 27,255    | 2     | 1:42,534 (39.)   |
| 04   | Lewis Hamilton     | McLaren-Mercedes     | 57     | 3      | + 46,190    | 3     | 1:42,947 (47.)   |
| 05   | Felipe Massa       | Ferrari              | 57     | 3      | + 51,705    | 5     | 1:42,705 (53.)   |
| 06   | Jenson Button      | McLaren-Mercedes     | 57     | 3      | + 1:00,065  | 6     | 1:42,340 (57.)   |
| 07   | Nico Rosberg       | Mercedes             | 57     | 3      | + 1:38,090  | 7     | 1:43,649 (53.)   |
| 08   | Jaime Alguersuari  | Toro Rosso-Ferrari   | 56     | 2      | + 1 Runde   | 18    | 1:43,579 (53.)   |
| 09   | Adrian Sutil       | Force India-Mercedes | 56     | 3      | + 1 Runde   | 10    | 1:43,526 (53.)   |
| 10   | Nick Heidfeld      | Renault              | 56     | 3      | + 1 Runde   | 9     | 1:43,901 (51.)   |
| 11   | Sergio Pérez       | Sauber-Ferrari       | 56     | 1      | + 1 Runde   | 16    | 1:43,949 (41.)   |
| 12   | Rubens Barrichello | Williams-Cosworth    | 56     | 3      | + 1 Runde   | 13    | 1:44,131 (55.)   |
| 13   | Sébastien Buemi    | Toro Rosso-Ferrari   | 56     | 3      | + 1 Runde   | 17    | 1:44,103 (47.)   |
| 14   | Paul di Resta      | Force India-Mercedes | 56     | 3      | + 1 Runde   | 12    | 1:43,851 (54.)   |
| 15   | Witali Petrow      | Renault              | 56     | 3      | + 1 Runde   | 11    | 1:43,151 (41.)   |
| 16   | Kamui Kobayashi    | Sauber-Ferrari       | 56     | 2      | + 1 Runde   | 14    | 1:43,517 (42.)   |
| 17   | Michael Schumacher | Mercedes             | 56     | 3      | + 1 Runde   | 8     | 1:44,578 (50.)   |
| 18   | Pastor Maldonado   | Williams-Cosworth    | 56     | 3      | + 1 Runde   | 15    | 1:43,134 (47.)   |
| 19   | Heikki Kovalainen  | Lotus-Renault        | 55     | 3      | + 2 Runden  | 19    | 1:45,055 (44.)   |
| 20   | Jarno Trulli       | Lotus-Renault        | 55     | 2      | + 2 Runden  | 20    | 1:46,208 (28.)   |
| 21   | Timo Glock         | Virgin-Cosworth      | 55     | 2      | + 2 Runden  | 21    | 1:46,628 (49.)   |
| 22   | Jérôme D’Ambrosio  | Virgin-Cosworth      | 55     | 2      | + 2 Runden  | 23    | 1:47,164 (51.)   |
| 23   | Vitantonio Liuzzi  | HRT-Cosworth         | 54     | 3      | + 3 Runden  | 22    | 1:47,418 (37.)   |
| 24   | Narain Karthikeyan | HRT-Cosworth         | 54     | 3      | + 3 Runden  | 24    | 1:47,708 (32.)   |

Anmerkungen
1. 1 2 3 4 5 6 7 8 9 10 11 12 13 14 15 16 17 18  Rennwagen mit KERS

## WM-Stände nach dem Rennen
Die ersten zehn des Rennens bekamen 25, 18, 15, 12, 10, 8, 6, 4, 2 bzw. 1 Punkt(e).

### Fahrerwertung
| Pos. | Fahrer             | Konstrukteur         | Punkte |
| ---- | ------------------ | -------------------- | ------ |
| 01   | Sebastian Vettel   | Red Bull-Renault     | 186    |
| 02   | Jenson Button      | McLaren-Mercedes     | 109    |
| 03   | Mark Webber        | Red Bull-Renault     | 109    |
| 04   | Lewis Hamilton     | McLaren-Mercedes     | 97     |
| 05   | Fernando Alonso    | Ferrari              | 87     |
| 06   | Felipe Massa       | Ferrari              | 42     |
| 07   | Nico Rosberg       | Mercedes             | 32     |
| 08   | Witali Petrow      | Renault              | 31     |
| 09   | Nick Heidfeld      | Renault              | 30     |
| 10   | Michael Schumacher | Mercedes             | 26     |
| 11   | Kamui Kobayashi    | Sauber-Ferrari       | 25     |
| 12   | Adrian Sutil       | Force India-Mercedes | 10     |
| 13   | Jaime Alguersuari  | Toro Rosso-Ferrari   | 8      |

| Pos. | Fahrer             | Konstrukteur         | Punkte |
| ---- | ------------------ | -------------------- | ------ |
| 14   | Sébastien Buemi    | Toro Rosso-Ferrari   | 8      |
| 15   | Rubens Barrichello | Williams-Cosworth    | 4      |
| 16   | Sergio Pérez       | Sauber-Ferrari       | 2      |
| 17   | Paul di Resta      | Force India-Mercedes | 2      |
| 18   | Pedro de la Rosa   | Sauber-Ferrari       | 0      |
| 19   | Jarno Trulli       | Lotus-Renault        | 0      |
| 20   | Vitantonio Liuzzi  | HRT-Cosworth         | 0      |
| 21   | Jérôme D’Ambrosio  | Virgin-Cosworth      | 0      |
| 22   | Heikki Kovalainen  | Lotus-Renault        | 0      |
| 23   | Timo Glock         | Virgin-Cosworth      | 0      |
| 24   | Pastor Maldonado   | Williams-Cosworth    | 0      |
| 25   | Narain Karthikeyan | HRT-Cosworth         | 0      |

### Konstrukteurswertung
| Pos. | Konstrukteur     | Punkte |
| ---- | ---------------- | ------ |
| 01   | Red Bull-Renault | 295    |
| 02   | McLaren-Mercedes | 206    |
| 03   | Ferrari          | 129    |
| 04   | Renault          | 61     |
| 05   | Mercedes         | 58     |
| 06   | Sauber-Ferrari   | 27     |

| Pos. | Konstrukteur         | Punkte |
| ---- | -------------------- | ------ |
| 07   | Toro Rosso-Ferrari   | 16     |
| 08   | Force India-Mercedes | 12     |
| 09   | Williams-Cosworth    | 4      |
| 10   | Lotus-Renault        | 0      |
| 11   | HRT-Cosworth         | 0      |
| 12   | Virgin-Cosworth      | 0      |